# Garra trewavasai
 Garra trewavasai és una espècie de peix de la família dels ciprínids i de l'ordre dels cipriniformes.
Els adults poden atènyer fins a 7,2 cm de longitud total. Es troba a Nigèria.